# Samba de roda
Il samba de roda (o rodas de samba) è un genere di danza e di musica nato nello stato di Bahia, in Brasile nel XVII secolo. 
È considerata la variante musicale più tradizionale del samba brasiliano e combina la cultura portoghese con le tradizioni degli schiavi africani.

## Il termine
L'espressione "samba de roda" significa "samba in cerchio", poiché musicisti, ballerini e spettatori si riuniscono fino a formare una circonferenza al cui interno si esibiscono i sambadores (i danzatori) e le sambadeiras (le danzatrici).

## Storia

Il Recôncavo baiano in una mappa del 1899.

L'impero portoghese iniziò nel XVI secolo a importare in Brasile schiavi provenienti dall'Africa, e in particolare dagli stati dell'Angola e del Congo. Uno dei primi stati brasiliani ad accogliere gli schiavi fu Bahia, situato a nordest della costa brasiliana. In alcune regioni baiane, la cultura africana si insediò e legò con quella portoghese, più che in altre regioni. Questo è il caso del Recôncavo baiano, una regione che comprende l'area costiera e l'entroterra della baia di Ognissanti, che è considerata la zona più "africana" del Brasile. Lo stato di Bahia era conosciuto per le coltivazioni della canna da zucchero e per le fabbriche di sigari, in cui lavoravano gli schiavi africani. Il Recôncavo baiano era, ed è tuttora, una grande area di produzione di sigari.
Durante il tempo libero o nei giorni di festa, nei quartieri dove risiedevano gli schiavi provenienti dall'Africa, intere comunità si riunivano ballando, cantando e suonando i loro ritmi tradizionali, tra cui il samba de roda. Il samba de roda si associa alle festività di origine cristiana, quali la Festa da Boa Morte, tenuta ad agosto nella città di Cachoeira e alla commemorazione dei santi Cosma e Damiano, nel mese di settembre; inoltre venivano eseguiti anche durante i candomblé de caboclo (il caboclo indica un'entità spirituale che nella tradizione afro-brasiliana funge da guida e intermediario con il mondo ultraterreno). Già nei primi anni di colonizzazione, nelle affollate strade baiane si assisteva alle feste dell'incoronazione dei "re del Congo", personaggi che simboleggiavano il potere dei re africani. Il ricercatore e compositore Nei Lopes afferma che le canzoni intonate dai neri erano colme di espressioni e termini delle lingue Quicong e Kimbundo. Questa danza era considerata un'espressione di libertà e di identità degli schiavi e divenne un mezzo di liberazione.
Inizialmente il samba de roda era considerato dagli europei osceno e provocatorio, in quanto allude a giochi d'amore e atti sessuali. Secondo José Ramos Tinhorão, giornalista, critico e ricercatore musicale brasiliano, durante il Lembamento (o Lemba), ovvero la cerimonia africana del matrimonio, i ballerini danzavano scene di vita coniugale, con esplicite allusioni ai momenti privati di una coppia.
Alcuni studi ritengono che il samba de roda sia nato nella città di Cachoeira e che le donne che lavoravano nelle fabbriche di sigari utilizzassero i legnetti che servivano nella produzione, per ritmare la loro danza. La sambadeira Dona Dalva fondò una scuola di samba per preservare lo stile tradizionale e Dona Damiana de Freitas insegnò alle bambine del luogo a battere i legnetti e ballare le rodas de samba.
Tra il samba de roda e il samba tradizionale ci sono tre principali differenze. Nel samba de roda, infatti:
1. i musicisti e i ballerini si dispongono in cerchio (roda)
2. il tipo di canzone si avvicina al modello liturgico del canto collettivo associato alla tradizione musicale africana e della Diaspora africana
3. i ballerini vengono chiamati sambadeiras (le donne) e sambadores (gli uomini), mentre nel samba hanno il nome di sambistas.

Nel 1938, Ary Barroso, un famoso cantautore e musicista brasiliano, scrisse una canzone chiamata Na baixa do sapateiro che esaltava la città di Salvador de Bahia. Ary Barroso, però, non aveva mai visitato alcuna città nello stato di Bahia, e solo qualche anno dopo decise di visitare la città che tanto aveva elogiato. Arrivò a Salvador il 2 dicembre, ed è per questo motivo che in questo giorno si celebra la giornata nazionale del samba.

## La danza
La danza, nel samba de roda, ha le movenze tipiche dei balli africani. I partecipanti, i musicisti e coloro che battono le mani circondano i ballerini, animando e ritmando la musica. Questo tipo di samba possiede una particolare mossa utilizzata dai ballerini all'interno del cerchio per alternarsi con quelli che sono all'esterno. Questa mossa si chiama umbigada, espressione portoghese traducibile con "colpo di pancia" (dal portoghese umbigo, ovvero ombelico). Il ballerino all'interno della circonferenza compie un movimento con la parte superiore del corpo "sporgendo" la pancia verso la persona che vuole far ballare e i due si cambiano il posto: uno balla e l'altro, sul perimetro, batte le mani. La coreografia è improvvisata sul momento e i passi si basano sul movimento delle gambe, dei piedi e delle anche.
In genere, sono le donne a danzare e gli uomini le accompagnano con gli strumenti musicali. La musica, le melodie e i ritmi rimandano a quelli di origine africana; gli strumenti musicali e la poesia, rimandano invece alla cultura e alla lingua portoghese.

## Gli strumenti musicali
La musica è data da svariati strumenti musicali come il pandeiro, il tamburello, il machete viola, l'agôgo e il reco-reco. 
- Il Machete viola è lo strumento musicale tipico del samba de roda e della parte settentrionale della regione del Recôncavo, ma sconosciuto in altre zone del Brasile. È simile ad una chitarra, ma possiede dieci corde, sistemate in cinque coppie.[9]
- L' Agôgo è formato da delle piccole campane, fatte a forma di cono, accordate su note di altezza diversa. In generale, serve per dare il ritmo adeguato alla danza. Agôgo

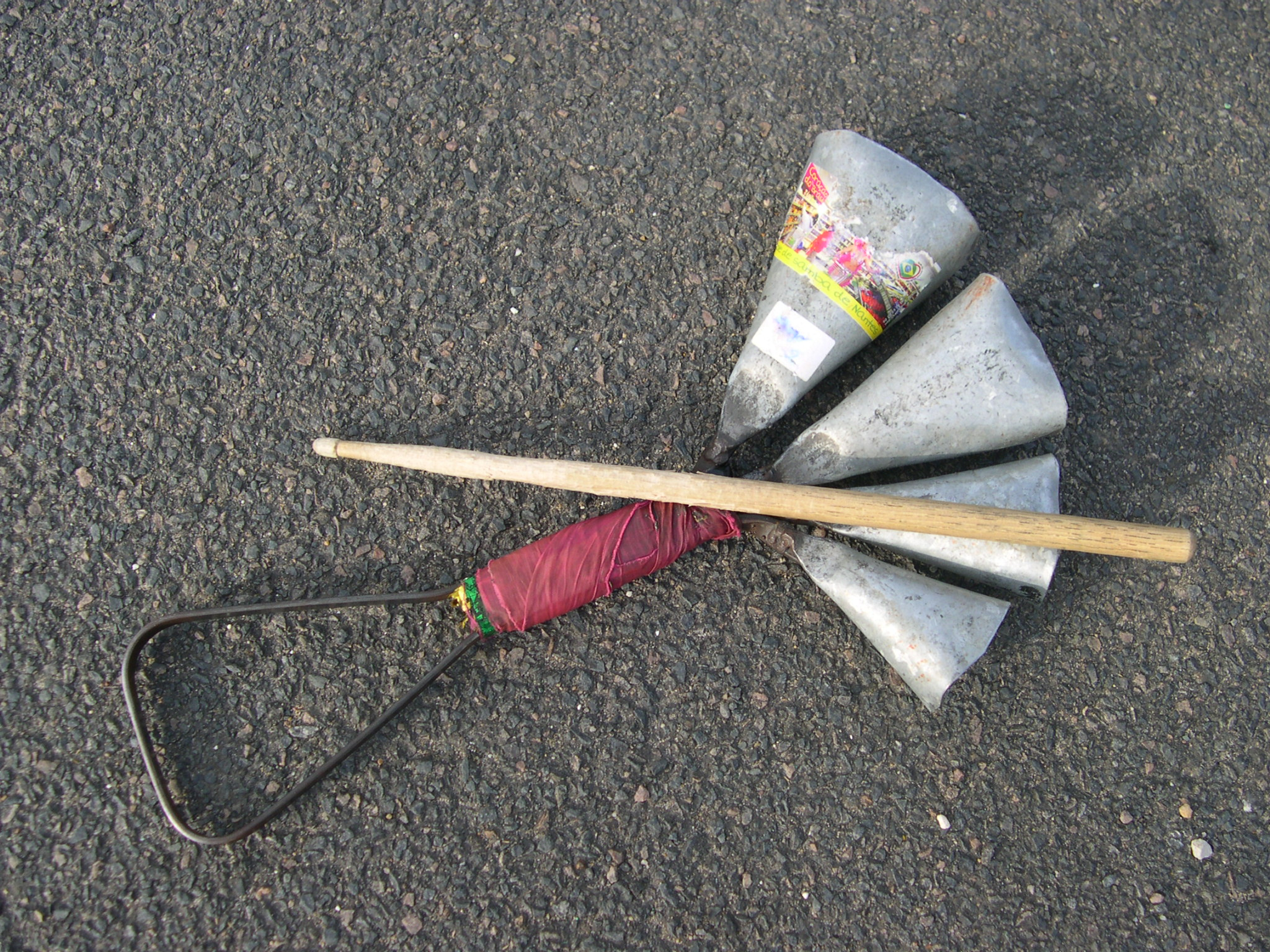
Agôgo

Il ritmo, oltre che da questi strumenti, è dato dal battito delle mani del pubblico o di chi aspetta di entrare all'interno del cerchio.

## Patrimonio immateriale dell'umanità
Dal 2005, il samba de roda è riconosciuta dall'UNESCO come patrimonio immateriale dell'umanità.
In precedenza, nell'agosto del 2000, il presidente del Brasile, Fernando Henrique Cardoso, aveva creato per decreto un "registro" dei Beni culturali immateriali brasiliani, suddiviso in quattro sezioni: "Forma d'espressione", "Conoscenza", "Celebrazione" e "Luoghi". Il samba de roda venne inserita nella sezione "Forma d'espressione" nel 2004, poche settimane prima della sua candidatura per l'UNESCO.
Nell'aprile del 2004, l'UNESCO emanò un bando per le candidature per il terzo concorso dei Patrimoni immateriali dell'umanità, che si sarebbe svolto l'anno successivo. Il Brasile aveva già vinto la seconda edizione con l'arte Kusiwa del popolo Wajãpi e per la nuova edizione Gilberto Gil, ministro, cantante e musicista brasiliano, propose non il samba de roda ma il samba brasiliano in generale, esprimendo una concezione "rappresentativa"  di quello che dovrebbe essere il riconoscimento pubblico del patrimonio immateriale. Tuttavia, l'UNESCO non accettò la proposta poiché ai fini della candidatura come patrimonio immateriale dell'umanità, era necessario individuare una specifica regione di provenienza del bene con lo scopo di salvaguardare le piccole comunità e etnie ed evitare la minaccia della mercificazione e globalizzazione. Il samba in generale non era quindi un candidato idoneo. 
Per questi motivi Carlos Sandroni, musicista e scrittore che nel 2004 lavorava per il ministero della cultura del Brasile, orientò la scelta della candidatura sul samba de roda della regione del Recôncavo.
L'UNESCO, oltre alla proposta di candidatura del bene, richiese un dossier contenente un piano d'azione per la salvaguardia del bene stesso. 
Per redigere il piano d'azione, i componenti dell'Instituto do Patrimônio Histórico e Artístico Nacional del Brasile (IPHAN) si riunirono con circa settanta ballerini del samba de roda, provenienti da venti diversi comuni della regione. Fu deciso che il piano si sarebbe diviso in quattro sezioni: "Organizzazione", "Trasmissione", "Divulgazione" e "Documentazione". Alla fine della riunione, i sambadores si riunirono in cerchio e si misero a ballare, con l'aiuto dei tiradores de samba, ovvero dei cantanti. 
Il piano d'azione fu presentato all'UNESCO il 15 ottobre 2004 e fu accettato.

### Organizzazione
Nell'aprile 2005 fu creata l'associazione di sambadeiras e sambadores dello stato di Bahia ASSEBA e fu eletto il suo primo consiglio. L'IPHAN assunse un avvocato e sostenne economicamente l'organizzazione per nuove riunioni. La creazione dell'associazione ampliò la valenza di essa a tutto lo stato di Bahia e non più solo alla regione del Recôncavo baiano. Così facendo, venne però infranta l'interpretazione geograficamente limitata del samba de roda imposta dalla Convenzione del 2003.

### Trasmissione
L'associazione ASSEBA, sottolineava l'importanza della trasmissione del bene alle nuove generazioni. Nel 2005 cominciò la salvaguardia del machete viola, con l'aiuto del IPHAN, che stanziò 20.000 dollari per la produzione di nuovi machete da parte di un liutaio locale. La somma venne impegnata anche per pagare un musicista di machete, per l'insegnamento dello strumento ai giovani della regione, e un etnomusicologo, per monitorare e riportare le attività. L'ultimo artigiano conosciuto nella regione che sapeva suonare lo strumento si chiamava Clarindo dos Santos, che, però, era morto nel 1980. A offrirsi di suonare lo strumento nella versione più tradizionale e di insegnare a suonarlo ad un gruppo di giovani, fu quindi il musicista José Vitorino dos Santos, noto come "Zé da Lelinha", membro dell'associazione musicale Samba Chula Filhos da Pitangueira. 
Nel 2007 Zé da Lelinha si ammalò e l'anno successivo morì, ma venne sostituito nell'associazione musicale da un suo giovane allievo. Su di lui, sul suo repertorio e sulle sue tecniche musicali venne girato e venduto in CD un cortometraggio realizzato da uno studente dell'Università Federale di Bahia (UFBA).

### Divulgazione
Nel 2005 il samba de roda era ancora poco conosciuto. Quindi nel 2006 l'IPHAN finanziò la produzione di un CD con le registrazioni effettuate nel 2004, allegando un libretto contenente il dossier della candidatura. L'anno successivo l'IPHAN finanziò anche un libro con le immagini e i testi della candidatura a patrimonio immateriale dell'umanità e un DVD. Il CD e il DVD vennero distribuiti alle biblioteche, alle istituzioni culturali e all'associazione ASSEBA, per la distribuzione locale. 
Nel 2006, il programma di spettacoli e concerti musicali "Sonora Brasil" invitò un gruppo di samba de roda per esibirsi. Questa esperienza permise al gruppo, nei due mesi successivi, di compiere un tour della durata di due mesi di cinquanta spettacoli, per tutto il Brasile. Ciò aiutò la diffusione e la conoscenza del samba de roda.

### Documentazione
Già negli anni '70-'80, il samba de roda era stato oggetto di ricerca da parte di alcuni etnomusicologi, quali Ralph C. Waddey e Tiago de Oliveira Pinto. Il presidente dell'associazione ASSEBA, Rosildo Moreira do Rosário, si ricordò che quando lui era ragazzo, Waddey aveva fatto delle ricerche sulla sua famiglia. Dato che entrambi gli studiosi non si trovavano in Brasile negli anni della candidatura del bene come patrimonio dell'umanità, il rimpatrio dei documenti sul samba de roda diventò importante per il piano d'azione. Prima del rimpatrio doveva però essere stabilito il luogo che avrebbe accolto i documenti e che avrebbe avuto la funzione della casa del samba de roda. Così l'IPHAN investì nella ristrutturazione di una villa appartenuta al Conte di Subaé, un ricco proprietario terriero schiavista situata nella città di Santo Amaro, risalente al 1800 e proclamata patrimonio nazionale. L'IPHAN stabilì che alla conclusione dei lavori di ristrutturazione, prevista per il 2007, la villa sarebbe stata destinata all'associazione di sambadores ASSEBA e sarebbe diventata la Casa do Samba.
Dal termine della ristrutturazione la villa ospita una mostra permanente del samba de roda e una piccola biblioteca dedicata alla cultura afro-brasiliana. Inoltre possiede una cucina, camere da letto per i sambadores e sambadeiras che vogliono riposarsi e stanze di studio.

## Personaggi famosi
Molti personaggi famosi sono legati al genere musicale del samba de roda, tra cui Ary Barroso, Caetano Veloso, Tia Ciata e Dona Edith do Prato.

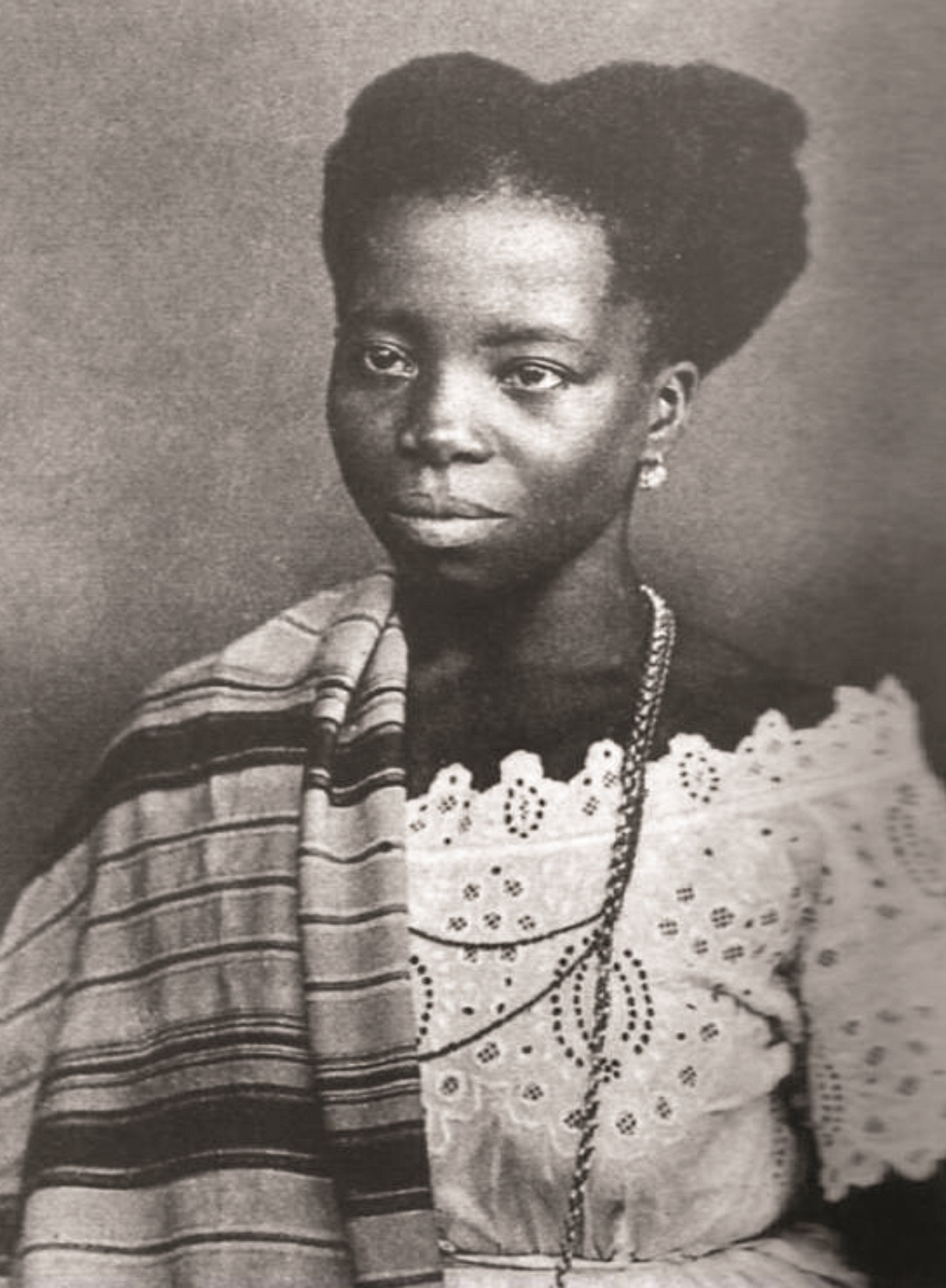
Tia Ciata

- Tia Ciata, cui nome è Hilária Batista de Almeida, era nata nello stato di Bahia, nel 1854.Tia Ciata Erano molto famose le sue feste in cui tutti si riunivano e ballavano le rodas de samba. La canzone Pelo telefone eseguita per la prima volta durante una sua festa, è la prima samba registrata nel 1916 e diventa un successo nel carnevale del 1917. Le tie (zie) erano figure importanti nelle comunità etniche dello stato di Bahia, oltre ad essere trasmettrici della cultura popolare e sacerdotesse di culti e riti di tradizione africana, erano grandi cuoche e organizzavano molte feste raccogliendo intorno a sé la comunità, inondandola di musica e danza. A quel tempo vivevano Tia Amélia (madre di Donga), Tia Prisciliana (madre di João de Baiana) e Tia Veridiana (madre di Chico da Baiana), ma la più famosa di tutte era appunto Tia Ciata, che morì a Rio de Janeiro nel 1924.[13]

- Dona Edith do Prato è stata una musicista e cantante brasiliana nata a Santo Amaro, nel 1916 e morta nel 2009. La sua carriera inizia nel 1970 a Feria de Santana, in un gruppo di cantanti e compositori. Nel 1973 partecipa all'incisione del brano di Caetano Veloso Araçá Azul. Nel 2002 lancia il suo disco Vozes da Purificação, il cui titolo è il nome di un gruppo di Santo Amaro che cantano in coro nelle canzoni di questo disco. Il CD viene messo in commercio nel 2003 e insieme ad esso è stato venduto anche un DVD in cui Dona Edith do Prato, parla del suo amore per il samba e dell'importanza di esso nella sua vita. Dona Edith do Prato è considerata una delle icone di Bahia. Nel suo repertorio è predominante il ritmo del samba de roda, cantato in particolar modo dalle zie baiane. Grazie ad esse, nei primi del 1900, Rio de Janeiro scopre il samba de roda che poi verrà soppiantato dal samba carioca.[14]

### Canzoni famose
- Pelo Telefone di Mauro de Almeida e Donga, 1917. Questo brano è stato un grande successo, dal momento che il suo ritmo nacque durante un samba de roda. Molti musicisti di samba rivendicano la paternità della composizione, ma grazie a Donga che nel 1917 donò lo spartito alla biblioteca nazionale del Brasile, fu stabilito che la canzone appartenesse a lui e Mauro de Almeida. Il brano venne eseguito per la prima volta a casa di Tia Ciata.[15]